# Martin Wienbeck
Martin Wienbeck (geboren 27. Dezember 1936 in Breslau; gestorben 27. April 2005 in Kabul) war ein deutscher Gastroenterologe. Er gilt als wegweisend für die Entwicklung der Neurogastroenterologie in Deutschland. In seinem Ruhestand engagierte er sich während des dortigen Krieges beim Aufbau medizinischer Infrastruktur in Afghanistan.

## Leben

### Herkunft
Martin Wienbeck wurde im Dezember 1936 in Breslau als ältester von drei Söhnen eines deutschen Militärarztes geboren. Nach dem Tod seines Vaters, der 1944 bei einem Bombenangriff ums Leben kam, zog die Familie nach Frankenberg.

### Karriere
Wienbeck studierte Medizin in Marburg und Paris. Danach war er als Medizinalassistent und Assistenzarzt in West-Berlin, Leuven und Marburg tätig, wo er 1962 promoviert wurde. 1963 lernte er in Ost-Berlin seine spätere Frau, eine Medizinstudentin, die in diesem Jahr nach West-Berlin flüchtete, kennen. Nach einem zweijährigen Forschungsaufenthalt an der University of Iowa habilitierte er sich, bereits auf Gastroenterologie spezialisiert, 1972 an der Philipps-Universität Marburg über die Elektromyographie im Verdauungstrakt. Von 1974 bis 1987 war er am  Universitätsklinikum Düsseldorf tätig und für drei Jahre dessen stellvertretender Direktor. Ab 1987 war er Chefarzt und außerplanmäßiger Professor der LMU am Zentralklinikum Augsburg und schied dort 2001 aus Altersgründen aus. Darüber hinaus war Wienbeck außerordentliches Mitglied der Arzneimittelkommission der deutschen Ärzteschaft.

### Engagement in Afghanistan
Im Jahr 2001 gründete Wienbeck die Stiftung Wienbeck für Medizinische Entwicklung mit dem Ziel, die medizinische Versorgung in unterversorgten Weltregionen zu verbessern. Er war bereits in Haiti, Uganda, Kenia und Afghanistan gewesen und entschied sich letztlich dafür, die medizinische Versorgung im vom Krieg verwüsteten Kabul zu verbessern. Das dortige Aliabad Hospital wurde mit Endoskopen ausgestattet und Wienbeck unterrichtete afghanische Ärzte im Umgang damit. Unter ihnen waren die ersten Frauen des islamischen Landes, die die Technik erlernten, da es afghanische Patientinnen ablehnten, sich von männlichen Ärzten untersuchen zu lassen.
Martin Wienbeck starb 2005 in Kabul an den Verletzungen, die er bei einem Fahrradunfall erlitten hatte. Er hinterließ seine Frau Elisabeth und zwei erwachsene Kinder.

### Nachwirkung
Elisabeth Wienbeck führte die Arbeit der von ihrem Mann gegründeten Stiftung in Afghanistan weiter. Die Deutsche Gesellschaft für Neurogastroenterologie und Motilität verleiht seit 2012 den Martin-Wienbeck-Preis für Forschungsarbeiten auf dem Gebiet der Motilität des Magen-Darm-Traktes.
The Lancet teilte Wienbecks Wirken in einem Nachruf in drei Phasen auf: die führende Rolle in der Forschung über die Motilität des Gastrointestinaltraktes und dessen Neurophysiologie, seine leitende klinische Tätigkeit und seine Aufbauarbeit zugunsten endoskopischer Untersuchungs- und Behandlungsmöglichkeiten in Afghanistan. Seine Forschung habe viel zum Verständnis der Erkrankungen der Speiseröhre, etwa der Refluxösophagitis, der Hiatushernie oder des Schatzki-Rings beigetragen. Ebenso wie The Lancet schrieb auch der Guardian in seinem Nachruf, Wienbecks eigene, vom Zweiten Weltkrieg beeinflusste Biographie könne zu seinem altruistischen Einsatz in Afghanistan beigetragen haben.

## Schriften
Martin Wienbeck veröffentlichte zahlreiche Beiträge und 263 Aufsätze in wissenschaftlichen Sammelwerken. Er war von 1981 bis 1986 Mitherausgeber der Zeitschrift für Gastroenterologie.
- Versuche zur Beeinflussung des Kationenaustausches an Hefe- und Muskelzellen. Diss., Marburg 1962.
- mit Hans-Günther Beger: Gastrointestinale Motilität: klinische Untersuchungsmethoden. Edition Medizin, Weinheim 1983, ISBN 3-527-15103-6.
- mit Wilhelm Berges: Therapie gastrointestinaler Motilitätsstörungen. Edition Medizin, Weinheim 1984, ISBN 3-527-15220-2.
- Aktuelle Aspekte der gastrointestinalen Motilität. Univ.-Verl. Jena, Jena 1993, ISBN 3-86007-066-5.